# Cathédrale de Sant'Angelo in Vado
La cathédrale de Sant'Angelo in Vado est une église catholique romaine de Sant'Angelo in Vado, en Italie. Il s'agit d'une cocathédrale de l'archidiocèse d'Urbino-Urbania-Sant'Angelo in Vado.